# 函数体 (スキーム論)
スキーム X の有理函数体の層(sheaf of rational functions) KX は、古典的な代数幾何学での代数多様体の函数体の考え方のスキーム論への一般化である。多様体の場合には、そのような層が、各々の開集合 U へ開集合上の全ての有理函数の環を関連付ける、言い換えると、KX(U) は U 上の正則函数(regular function)の分数の集合である。この「函数体」という名前にもかかわらず、一般的なスキームの場合には、KX は、必ずしも体であるとは限らない。

## 単純な場合
最も単純な場合は、KX の定義はストレートである。X を（既約な）アフィン代数多様体とし、U を X の開集合とすると、KX(U) は U 上の正則函数の環の商体となる。X はアフィンであるから、U 上の正則函数の環は、X の大域切断の局所化となり、結局、KX は X の大域切断の商体に値を持つ定数層となる。
X が整スキームであるがアフィンでないとすると、任意の空ではないアフィン開集合は、X において稠密となる。このことは、正則函数が U の外側で何か面白いことをする余地が存在しないことを意味し、結局、U 上の有理函数の振る舞いは、X 上の有理函数の振る舞いを決定してしまう。実際、開集合上の正則函数の環の商体は、みな同じになり、従って、任意の U に対し KX(U) を X の任意のアフィン開部分集合の正則函数の環の（アフィン開部分集合の取り方によらない）商体として定義する。別な方法としては、この場合には、函数体を生成点の局所環であると定義することができる。

## 一般的な場合
問題は、X が整でなくなるときに起きる。正則函数の環は零因子を持つことができるようになり、そのため商体が存在しなくなってしまう。ナイーブな答えは、商体を全商環に置き換える、つまり、零因子でない全ての元を逆を取ることである。不幸にも、一般には、全商環は前層を生成せず、もちろん層も生成しない。参考文献に挙げてあるクライマンの有名な論文には、そのような例が記載されている。
正しい答は次のようになる。
各々の開集合 U に対し、SU を任意の茎 OX,x の中の零因子でない Γ(U, OX) の元全体の集合とする。KXpre を U 上の切断が局所化 SU-1Γ(U, OX) であり、制限写像が局所化の普遍的性質により OX の制限写像から誘導されるような前層であるとすると、KX は前層 KXpre に伴う層である。

## さらなる結果
一旦、KX が定義されると、KX のみに依存した X の性質を研究することができる。これが、双有理幾何学の主題である。
X を体 k 上の代数多様体とすると、各々の開集合 U に対して、k の体の拡大 KX(U) を得る。U の次元は、この体の拡大の超越次数に等しい。全ての k の有限次超越拡大は、ある多様体の有理函数体に対応する。
特に、代数曲線 C の場合は、つまり、次元 1 の場合、C 上の任意の定数でない 2つの函数 F と G は、多項式関係 P(F, G) = 0 を満たすことが従う。